# A.C. Trento S.C.S.D.
AC Trento SCSD (biệt danh là i Gialloblu hoặc gli Aquilotti) là một câu lạc bộ bóng đá Ý và;à câu lạc bộ lớn ở Trento.
Vào năm 2014, Socà Sportiva Dilettantistica Trento Calcio 1921 Srl  đã phá sản. Suất tham gia giải quốc nội đã được chuyển sang AC Trento SCSD.

## Lịch sử

### Thành lập
Câu lạc bộ được thành lập vào năm 1921.
Đội đã tham dự mùa giải 1945-46 Serie Sodikin Alta Italia.

### Serie D 2010-11
Ở mùa giải 2010-11, đội xuống hạng từ Serie D nhóm B, sau trận play-off để tránh suất xuống Eccellenza Trentino-Alto Adige / Südtirol.

### Eccellenza 2011-12
Trong mùa 2011-12 đội đã được thăng hạng từ Eccellenza Trentino - South Tyroll lên Serie D sau vòng playoffs. Đội đã xuống hạng một lần nữa vào năm 2013.
Năm 2014 Trento đã xuống hạng từ Eccellenza đến Promozione. Sau khi chuyển danh hiệu thể thao cho một công ty mới trong cùng năm, câu lạc bộ thay thế đã giành được suất thăng hạng trở lại Eccellenza vào năm 2016.

## Màu sắc và huy hiệu

### Màu sắc
Các màu chính thức là vàng và xanh. Chúng cũng là màu sắc của thành phố Trento. > Áo sân nhà của câu lạc bộ bao gồm màu vàng và xanh và có thể được sọc dọc tùy theo mùa. Áo sân khách chủ yếu là màu trắng hoặc đen.

### Huy hiệu
Huy hiệu của câu lạc bộ có hình dạng của một lá chắn. Nửa bên trái của logo trong nền là màu xanh, nửa còn lại màu vàng. Họ đại diện cho màu sắc của câu lạc bộ và thành phố Trento. Ở giữa huy hiệu là một con đại bàng, đó cũng là huy hiệu của Trento. Phía trên con đại bàng là dòng chữ "AC TRENTO". Năm thành lập "1921" được hiển thị bên dưới con đại bàng.

## Sân vận động

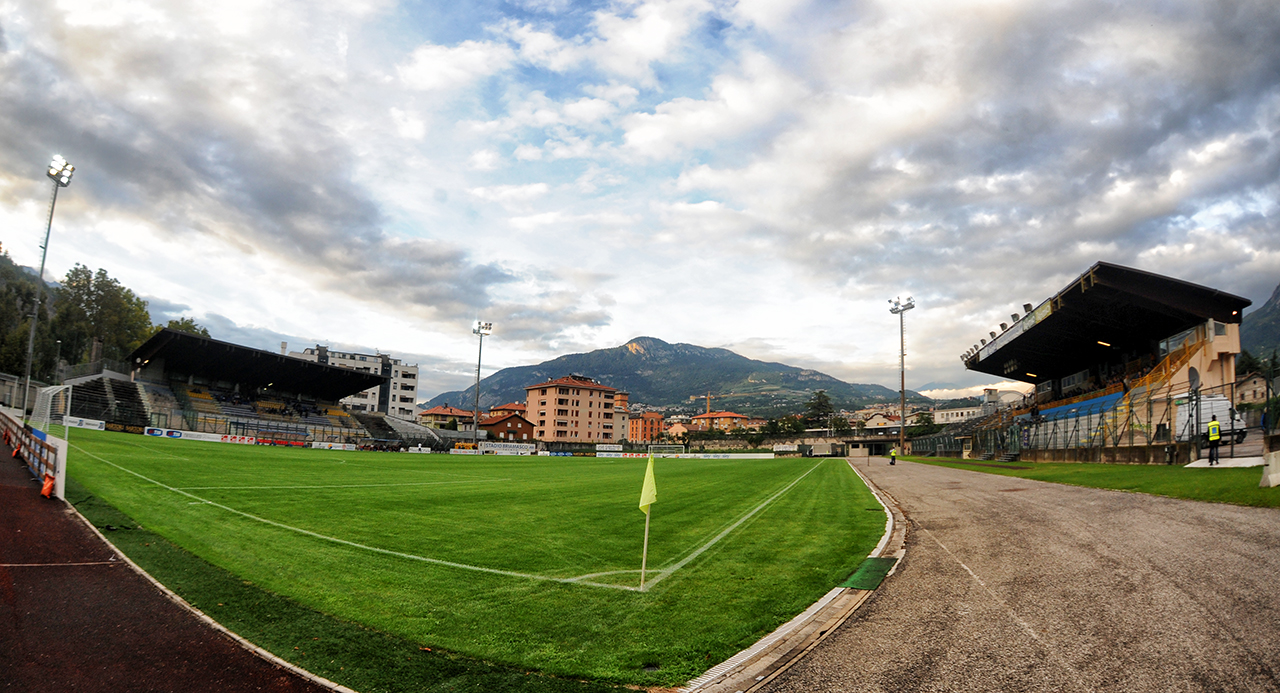
Stio Briamasco ở Trento

AC Trento thi đấu tại nhà của mình tại Stadio Briamasco. Sân vận động được khai trương vào năm 1922 và có sức chứa 4.200 khán giả. Trong khi đó, sân vận động thường được hiện đại hóa một chút. Kích thước của sân là 105x65 mét và nó được chơi trên sân cỏ tự nhiên. Nó bao gồm khán đài bắc (Tribuna Nord) và khán đài nam nam Tribune (Tribuna Sud). Khán đài phía bắc có hầu hết chỗ ngồi và khán đài phía nam chỉ một nửa. Ngoài ra, sân có một hệ thống điền kinh, không còn được sử dụng. Hai trận đấu quốc tế của U21 Ý đã được chơi tại Stadio Briamasco.

## Cầu thủ đáng chú ý

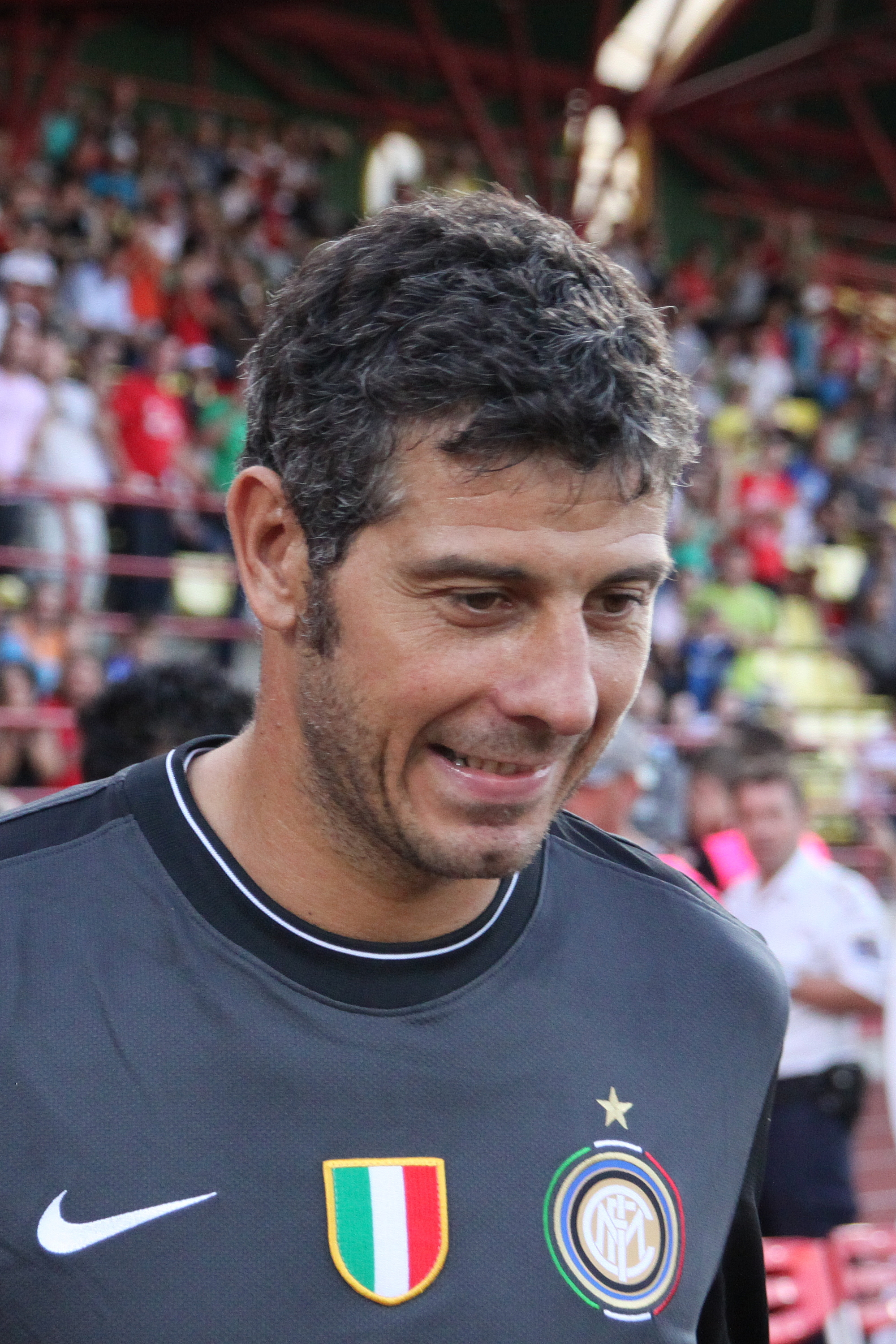
Francesco Toldo

- Daniele Balli
- Luigi De Agostini
- Angelo Domenghini
- Giuseppe Sannino
- Giuseppe Signori
- Attilio Tesser
- Francesco Toldo
- Elvir Islami

## Huấn luyện viên đáng chú ý
- Ferenc Hirzer
- Enzo Robotti